# Грунтовая дорога

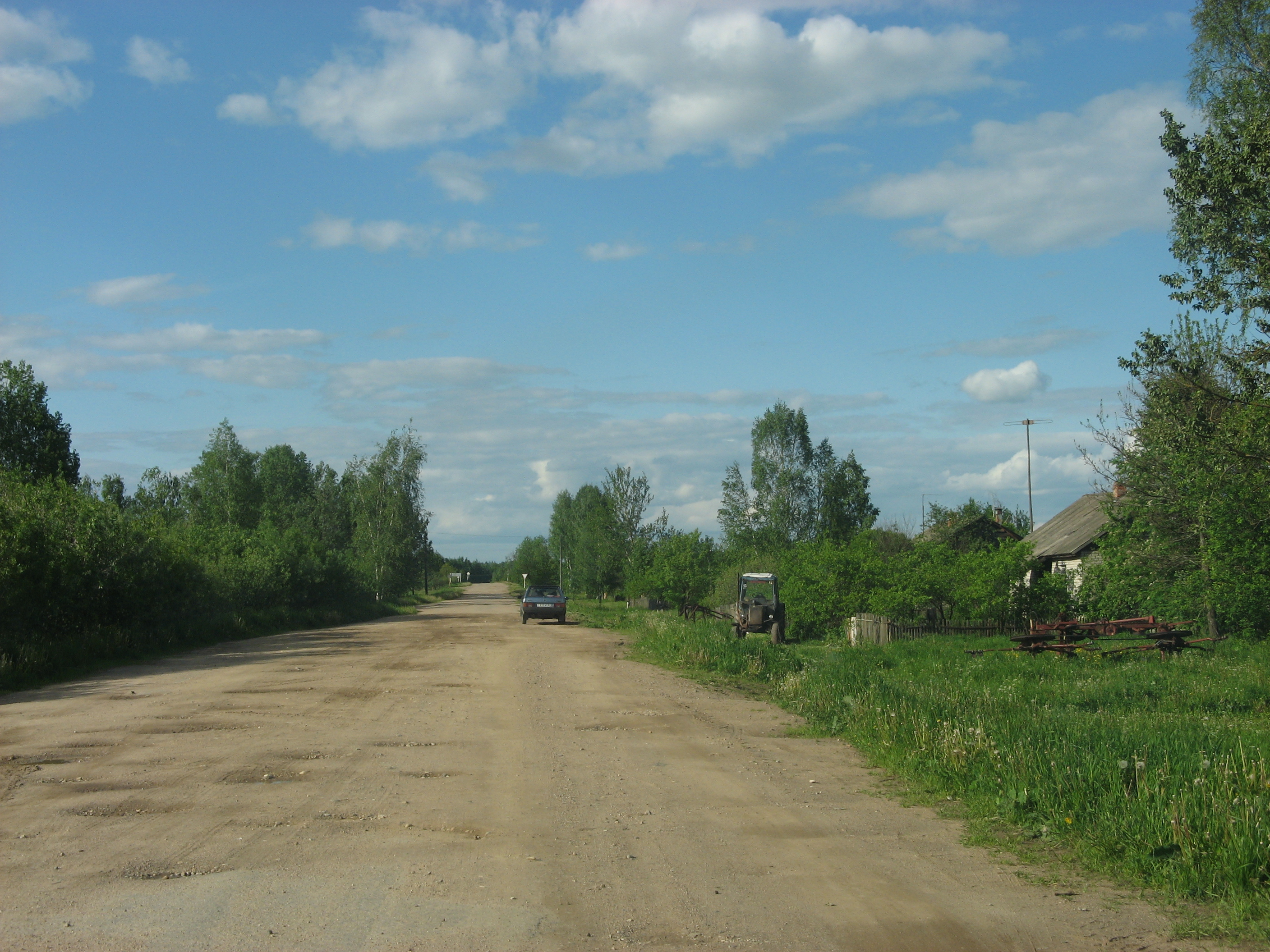
Профилированная грунтовая дорога в Смоленской области.

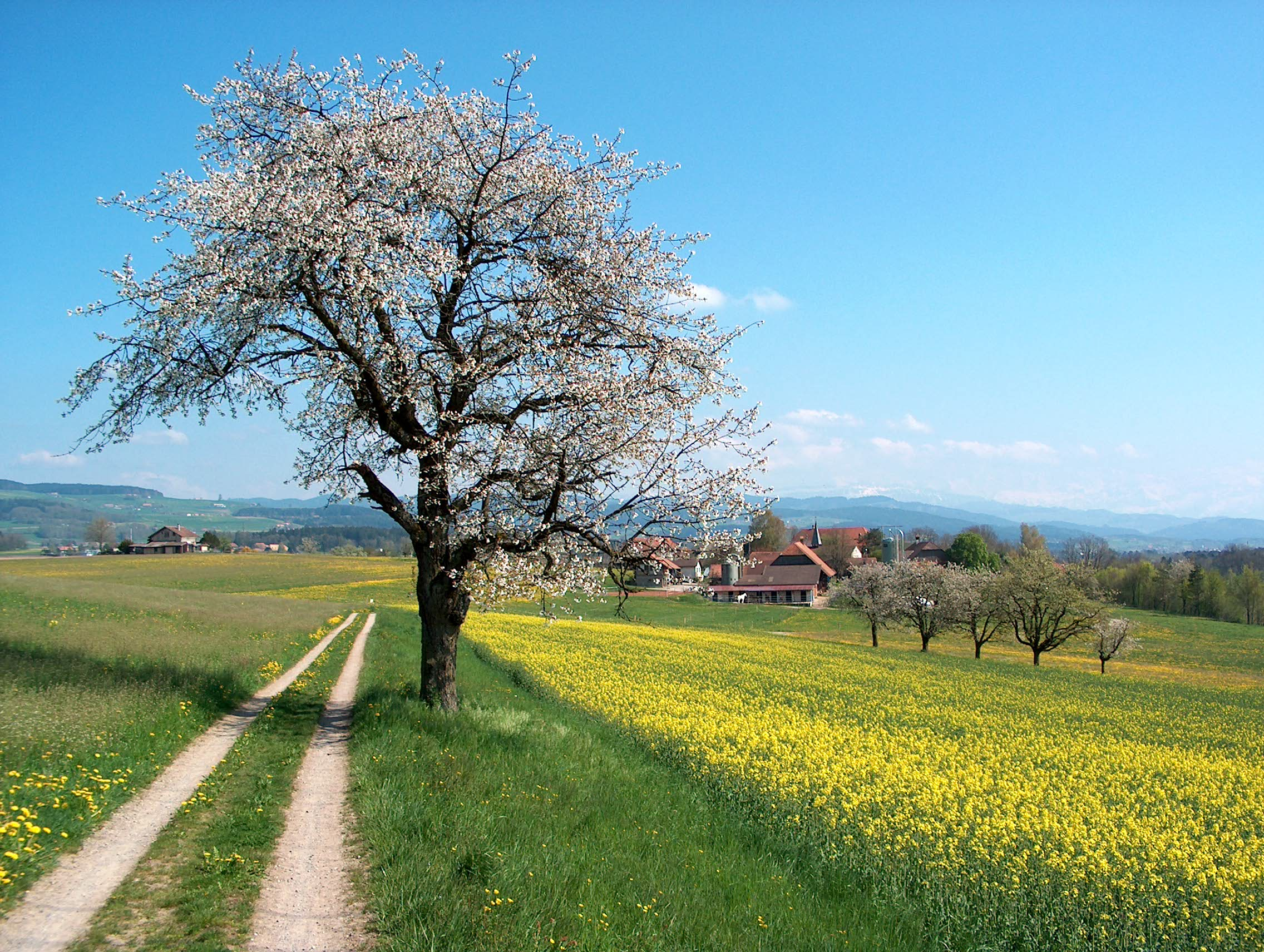
Полевая дорога в Швейцарии.

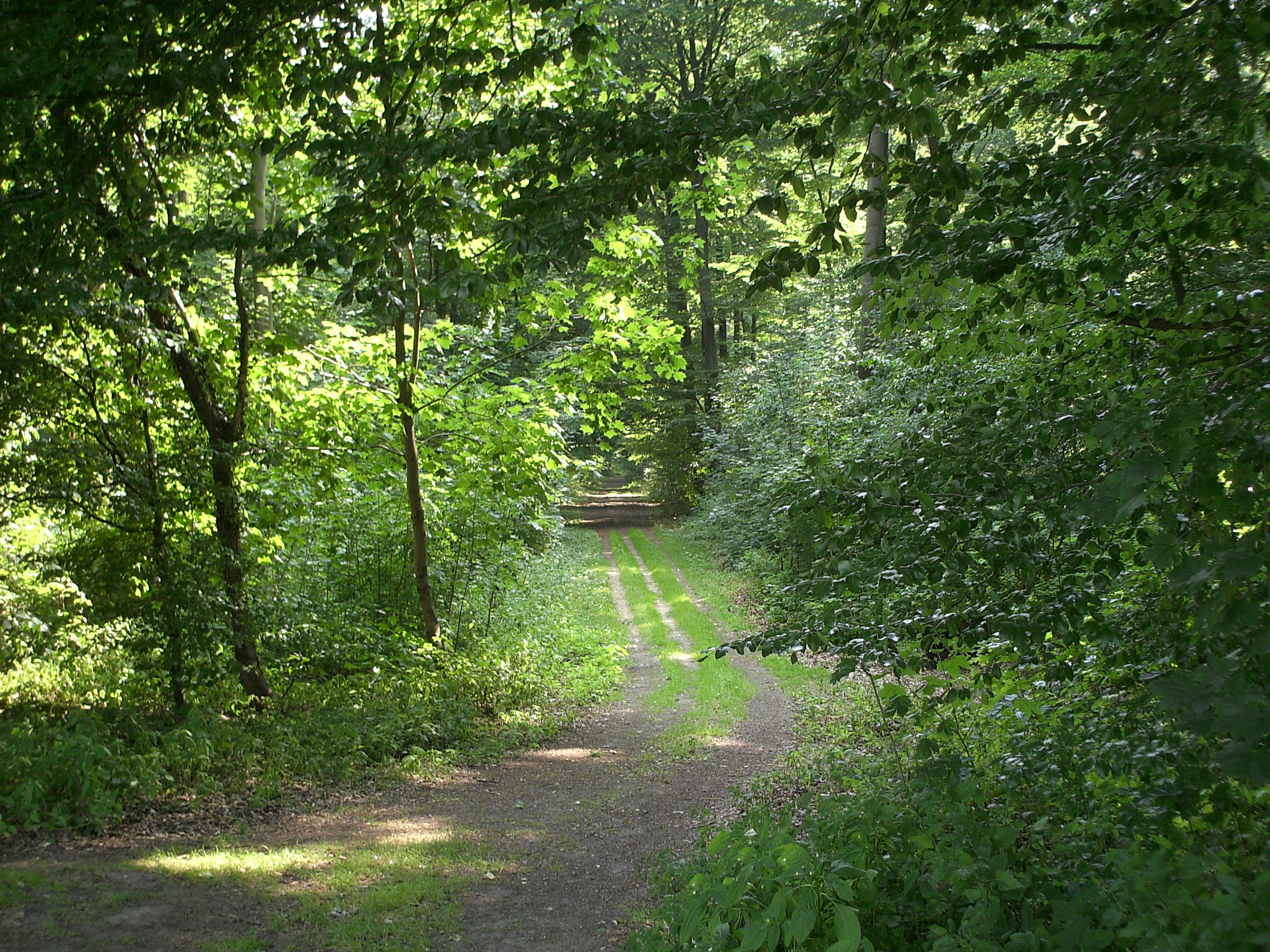
Лесная дорога в Германии.

Грунтовая дорога (в просторечии грунтовка) — автомобильная или тракторная дорога, построенная из природного грунта или грунта с добавками других материалов.
Согласно российской строительной терминологии, это дороги, имеющие дорожные одежды низшего типа по классификации СНиП 2.05.02-08 или с отсутствующей одеждой.

## Классификация
В СССР и России грунтовые дороги принято классифицировать одновременно по качеству полотна и использованию:
- улучшенные (профилированные) дороги с проезжей частью, улучшенной с помощью добавок (шлака, гравия, и тому подобное), так называемым «низшим типом» дорожной одежды;
- просёлочные дороги, не улучшенные, существующие иногда десятки и даже сотни лет, связывающие населённые пункты между собой или с крупными дорогами[4]
- временные лесные и полевые дороги.

Низший тип одежды допускается на дорогах V категории, в СССР также на дорогах IV категории на первой стадии строительства.

## На картах
На российских топографических картах дороги изображаются:
- улучшенные — двумя параллельными линиями, полотно закрашивается жёлтым цветом;
- просёлочные — сплошной линией;
- полевые и лесные дороги — прерывистой линией.